# 쉐룽

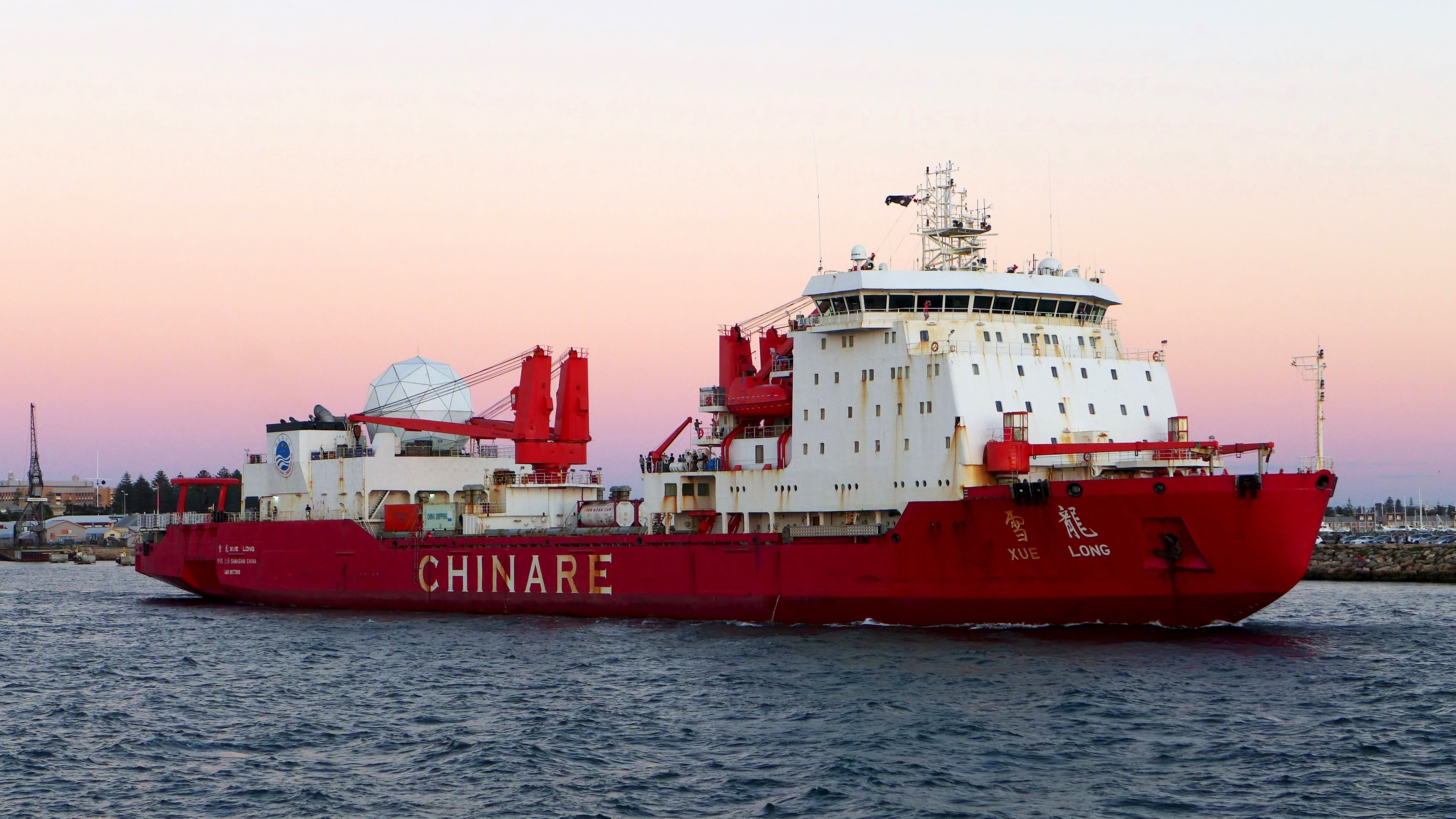
쉐룽

쉐룽(영어: Xue Long, 중국어 간체자: 雪龙, 정체자: 雪龍, 병음: Xuě Lóng)은 중국의 쇄빙 조사선이다. 1993년 우크라이나 헤르손 조선소에서 건조된 이 선박은 1990년대 중반까지 상하이 후둥중화조선에 의해 북극 화물선에서 극지 연구 및 재공급 선박으로 전환되었다. 이 선박은 2007년과 2013년에 대대적으로 업그레이드되었다.
2019년까지 쉐룽은 중국에서 운용 중인 유일한 쇄빙 연구선이었다. 약간 작지만 성능은 더 뛰어난 쉐룽 2라는 두 번째 중국 극지 쇄빙선이 2019년 7월 취항했다.